# La otra mirada
La otra mirada, inizialmente chiamata Alma Mater, è una serie televisiva spagnola composta da 21 episodi suddivisi in due stagioni, è stata trasmessa su La 1 dal 25 aprile 2018 al 15 luglio 2019. È creata da Josep Cister Rubio e Jaime Vaca, diretta da Luis Santamaría, Fernando González Molina, Miguel del Arco, Pablo Guerrero e Carlos Navarro, prodotta da Boomerang TV per la rete spagnola La 1 ed ha come protagoniste Macarena García, Patricia López Arnaiz, Ana Wagener e Cecilia Freire. Sebbene l'uscita fosse prevista per l'estate del 2018, Televisión Española ha deciso di anticiparla al 25 aprile dello stesso anno.

## Trama
La trama si svolge a Siviglia, negli anni 20, all'interno di un rigido collegio femminile. L'arrivo di una nuova insegnante con metodi educativi molto diversi da quelli applicati cambierà la vita delle studentesse e il loro destino.

## Episodi
| Stagione         | Episodi | Prima TV Spagna | Prima TV Italia |
| ---------------- | ------- | --------------- | --------------- |
| Prima stagione   | 13      | 2018            | inedita         |
| Seconda stagione | 8       | 2019            | inedita         |

## Personaggi e interpreti

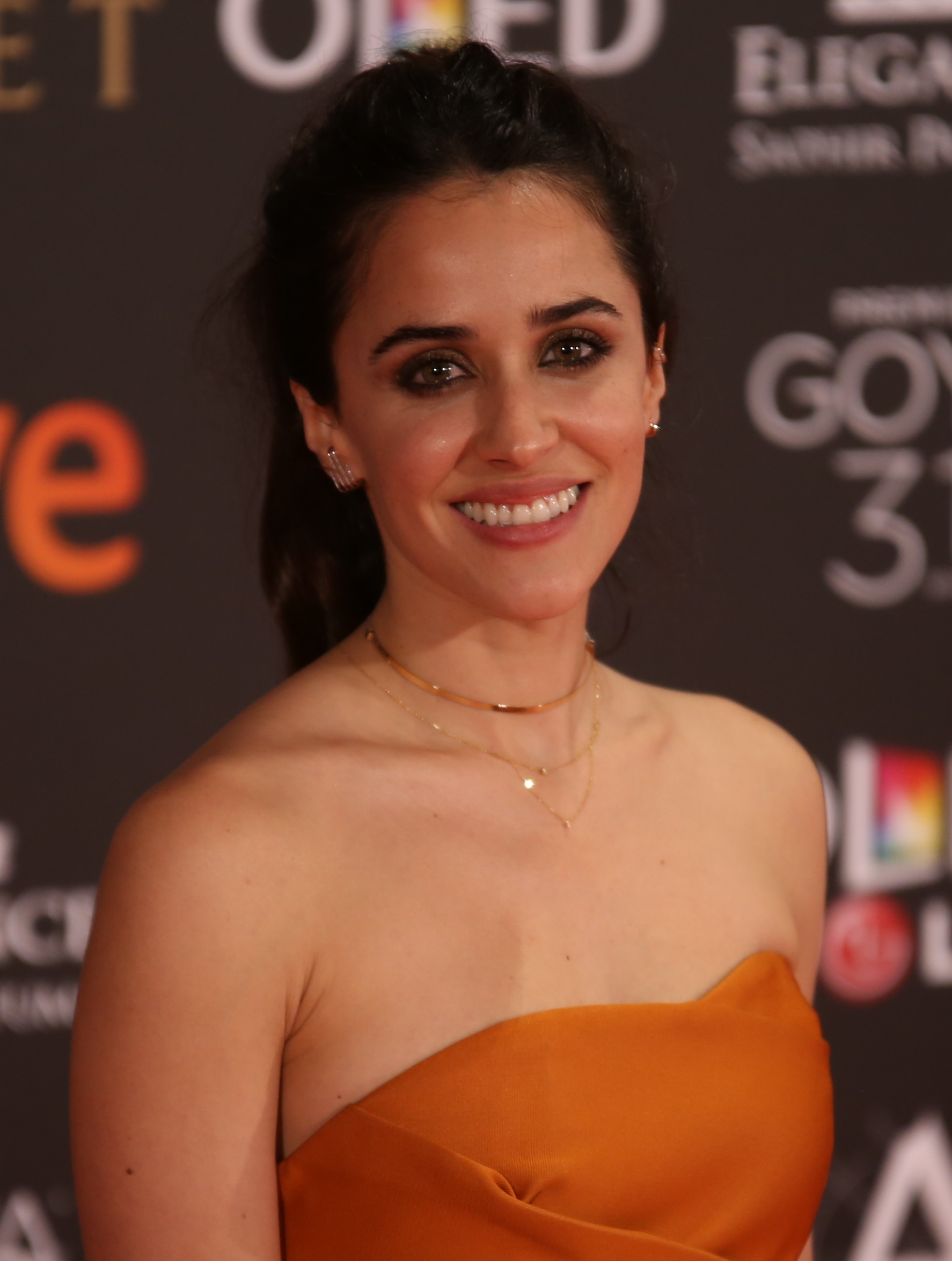
Macarena García interpreta Manuela Martín Casado
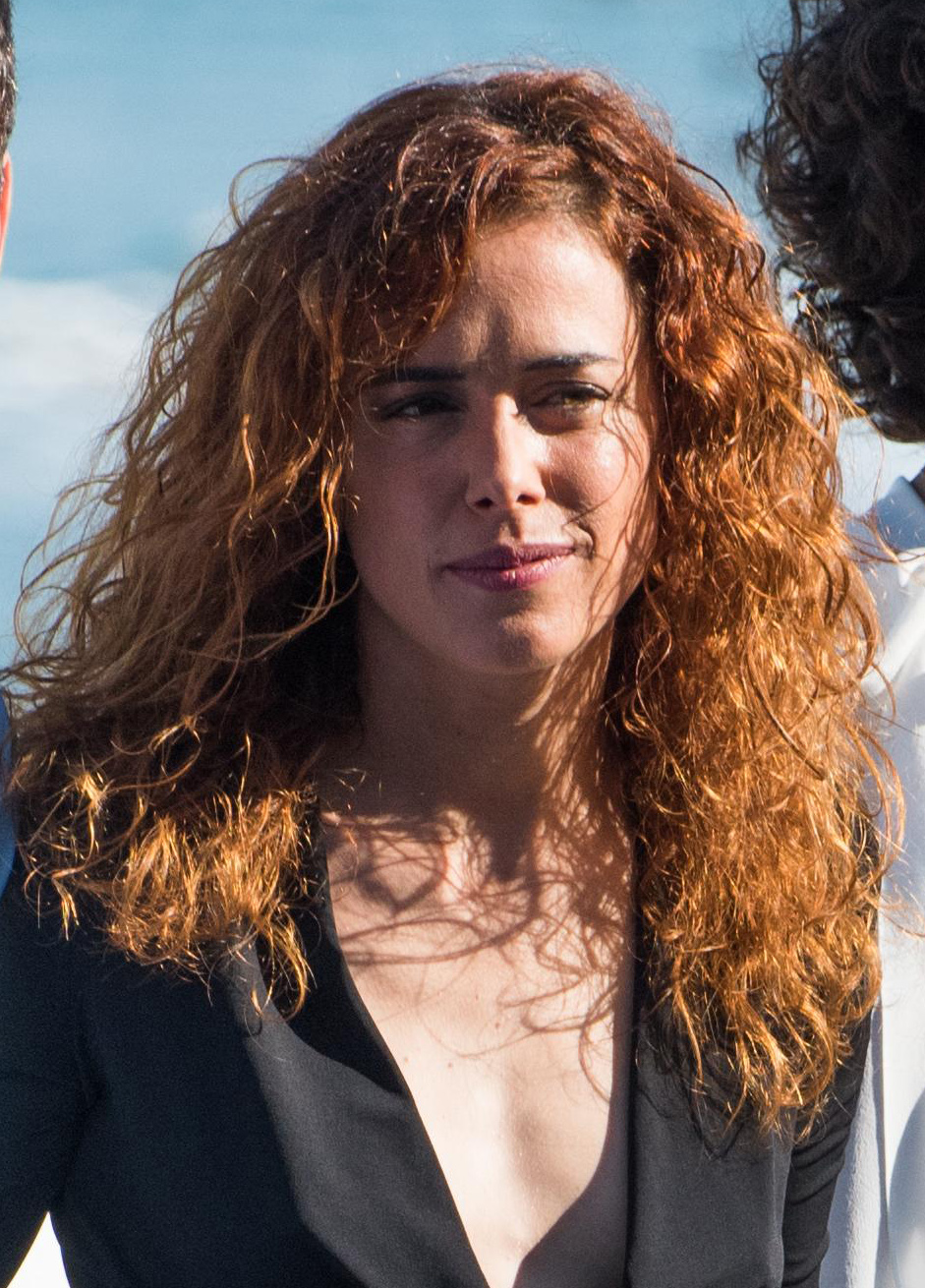
Patricia López Arnaiz interpreta Teresa Blanco Sánchez
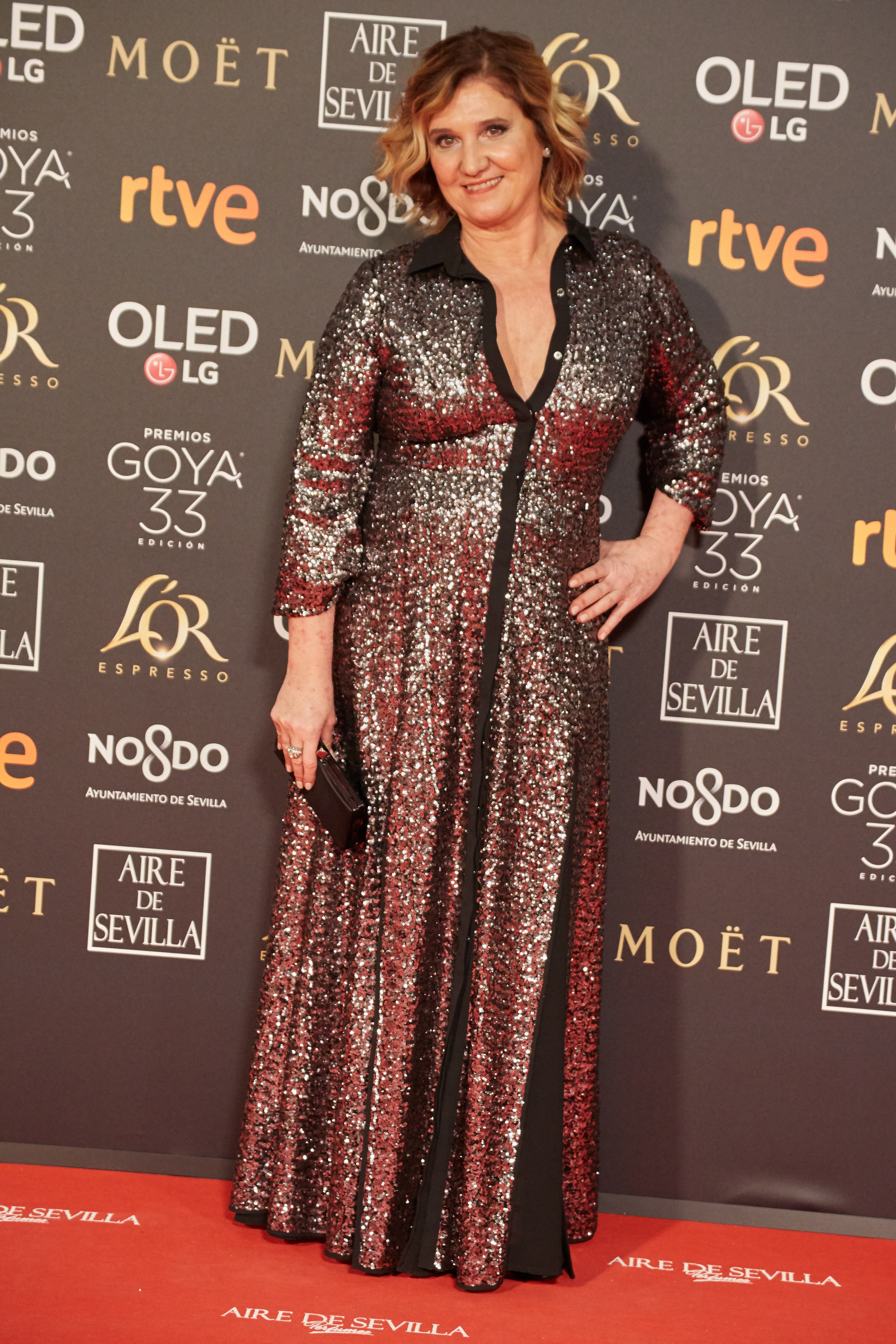
Ana Wagener interpreta Luisa Fernández Mayoral
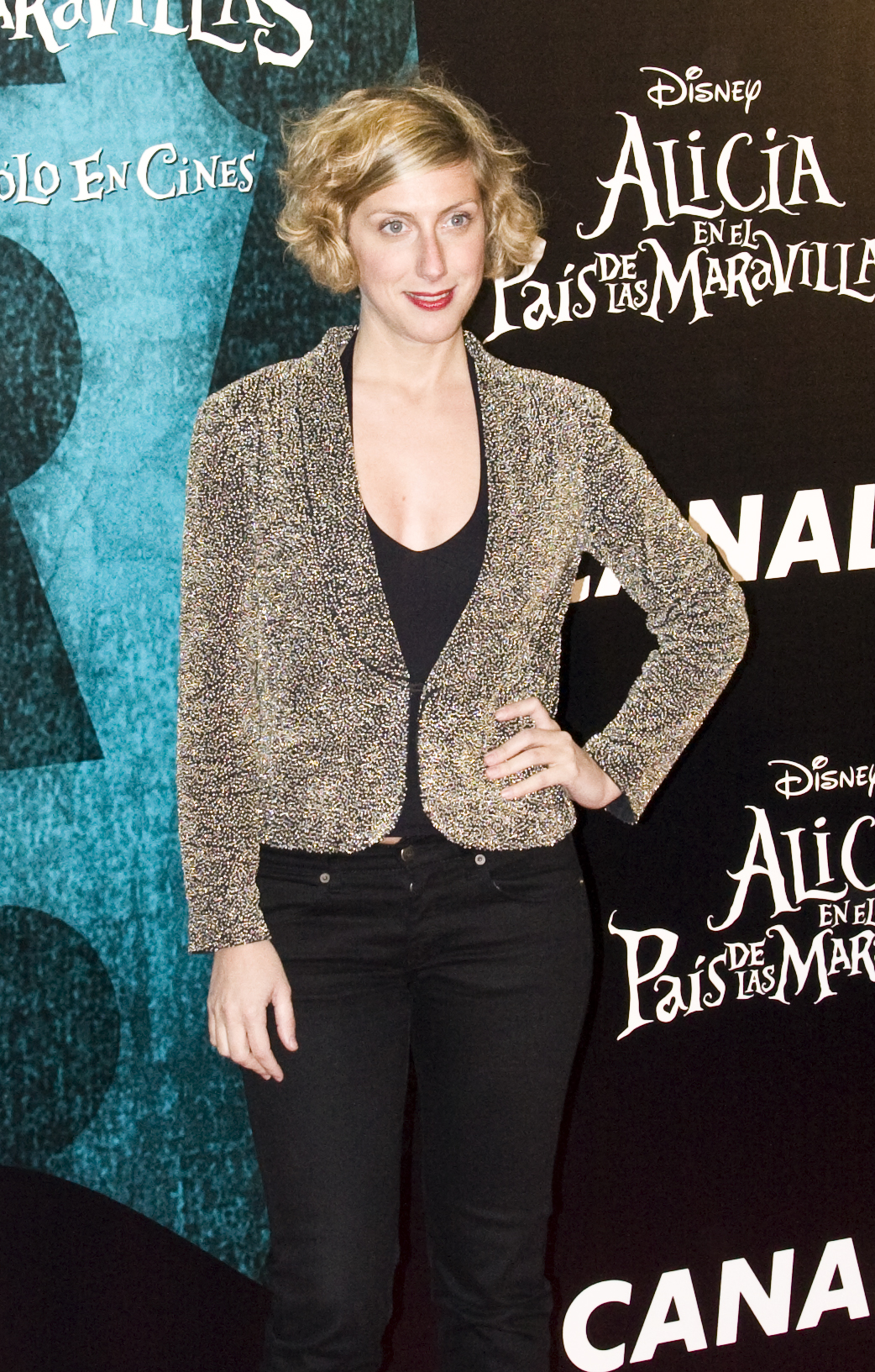
Cecilia Freire interpreta Ángela López Castaño
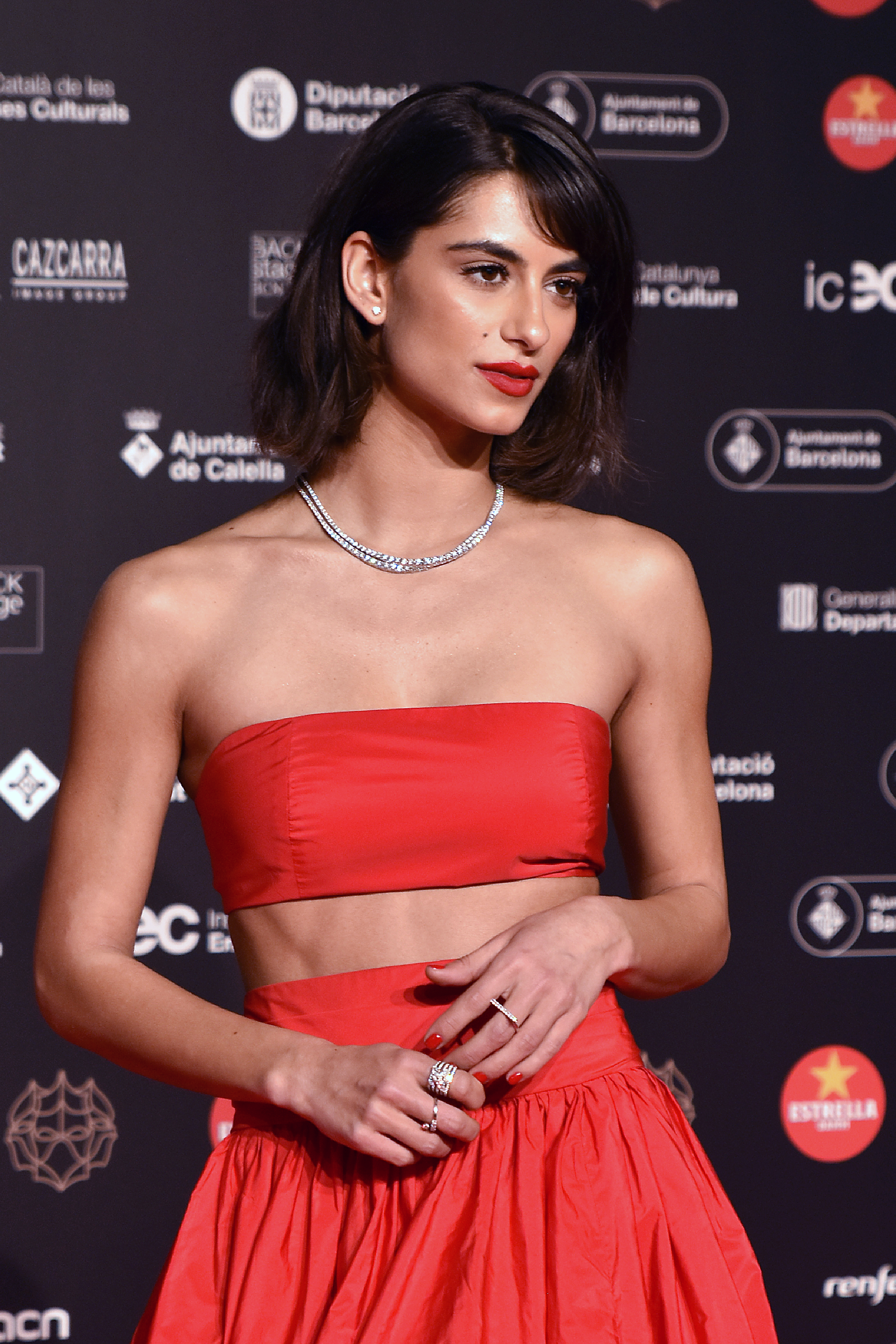
Begoña Vargas interpreta Roberta Luna Miñambres
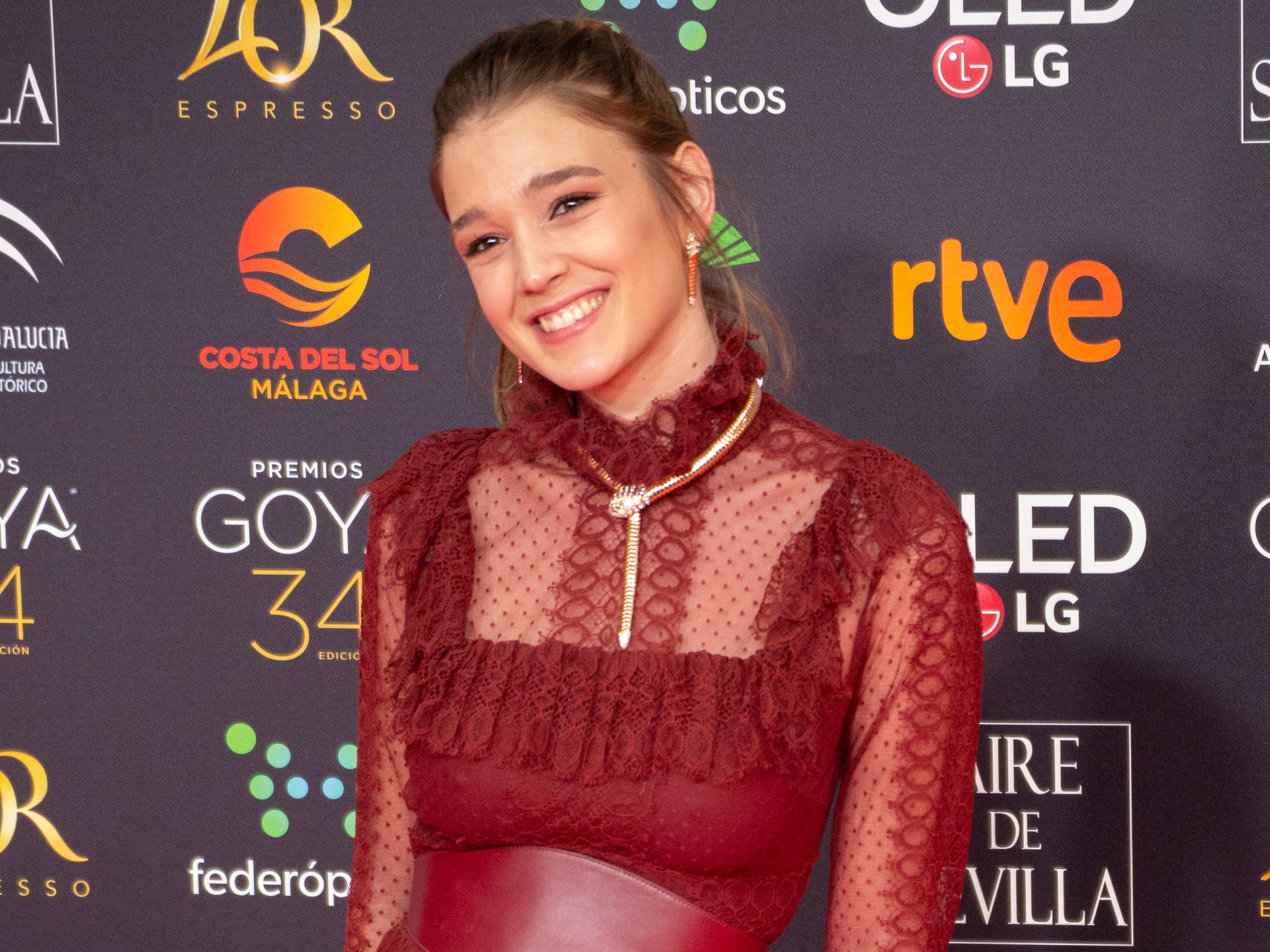
Carla Campra interpreta Flavia Cardesa González
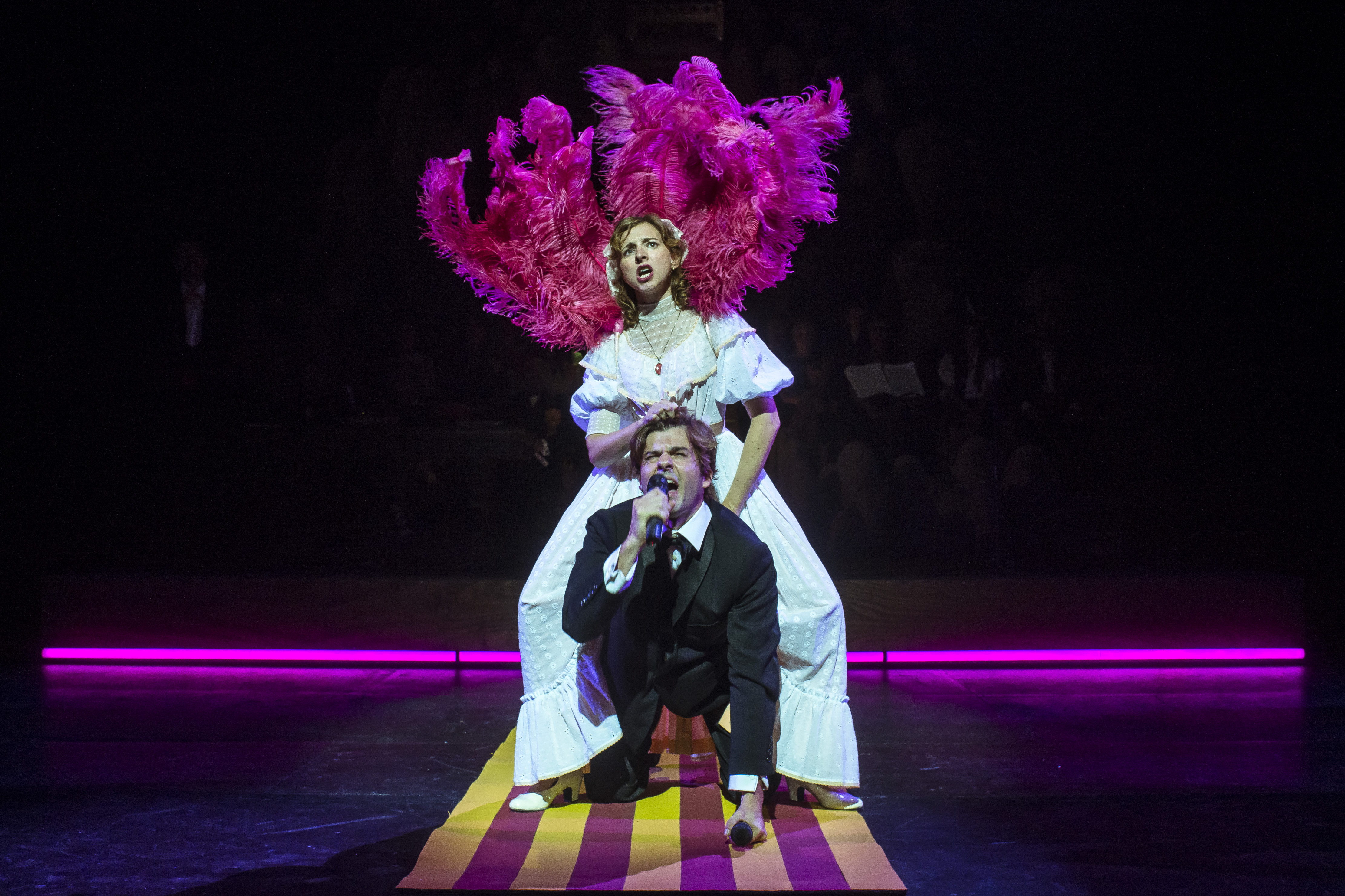
Jordi Coll interpreta Martín Arteaga Gómez-Berzosa
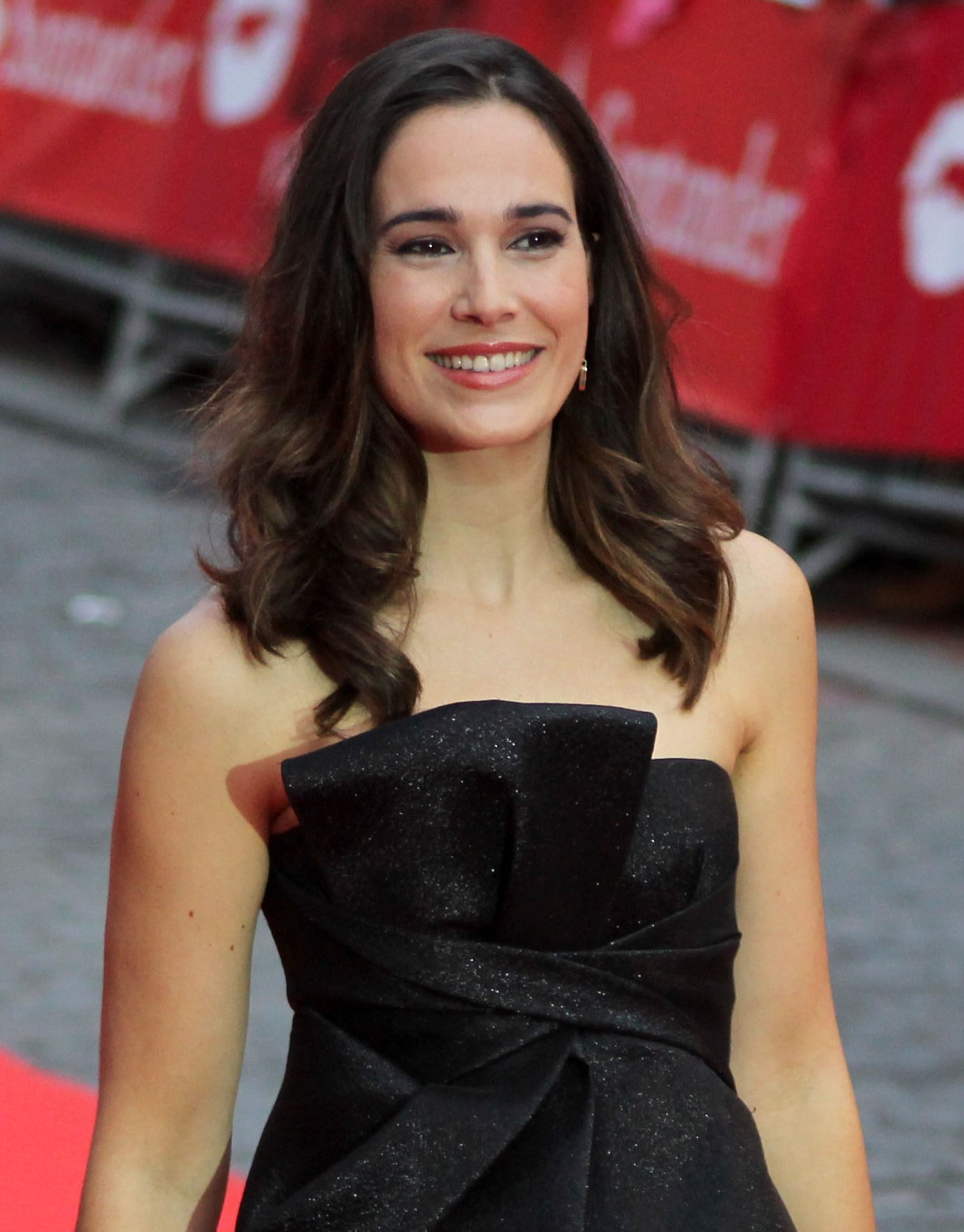
Celia Freijeiro interpreta María Antonia Miñambres

### Prima stagione (2018)

#### Personaggi principali
- Manuela Martín Casado, interpretata da Macarena García.
- Teresa Blanco Sánchez, interpretata da Patricia López Arnaiz.
- Luisa Fernández Mayoral, interpretata da Ana Wagener.
- Ángela López Castaño, interpretata da Cecilia Freire.

#### Personaggi secondari
- Donna Manuela Casado García (episodi 1-5, 7-8, 11), interpretata da Gloria Muñoz.
- Don Pascual Martín (episodi 1-4, 7-8, 13), interpretato da Carlos Olalla.
- Roberta Luna Miñambres, interpretata da Begoña Vargas.
- Margarita Ortega-Sánchez Camaño y López de Carrizosa, interpretata da Lucía Díez.
- Flavia Cardesa González, interpretata da Carla Campra.
- Macarena Panduro Alén, interpretata da Paula de la Nieta.
- María Jesús Junio Crespo, interpretata da Abril Montilla.
- Candela Megía Rodas, interpretata da Elena Gallardo.
- Ramón, interpretato da Juanlu González.
- Tomás Peralta García de Blas (episodio 1-5, 7-13), interpretato da Álvaro Mel.
- Paula Alén (episodi 3, 5, 7, 9, 12-13), interpretata da Pepa Gracia.
- Martín Arteaga Gómez-Berzosa (episodi 3-4, 7-8, 11-13), interpretato da Jordi Coll.
- David (episodio 3, 5, 9, 11-13), interpretato da Alejandro Sigüenza.
- Rafael "Rafita" Peralta García de Blas (episodi 1-4, 7-8), interpretato da José Pastor.
- Álvaro Peralta García de Blas (episodi 1-4, 7-8), interpretato da José Luis Barquero.
- María Antonia Miñambres (episodi 5-6, 8, 13), interpretata da Celia Freijeiro.
- Vanildo "Nildo" Zacarías de Azevedo (episodi 1-6, 13), interpretato da Filipe Duarte.

#### Personaggi ricorrenti
- José Francisco Luna (episodio 5-6, 8, 13), interpretato da José Emilio Vera. È il padre di Roberta.
- Susana González (episodio 5, 7-8, 13), interpretata da Pilar Cano. È la madre di Flavia.
- Padre di Flavia (episodi 5, 7-8, 13), interpretato da Ignacio Rosado.
- Enrique Hidalgo (episodi 5, 7, 9, 12-13), interpretato da Raúl Ferrando.
- Álvaro Sanz (episodio 3, 9, 12-13).
- Rodrigo Sanmartín (episodi 3, 9, 12-13).
- Gonzalo Casado (episodio 3, 9, 12-13).
- José Luis Casado (episodio 3, 9, 12-13).
- Ismael Segado (episodi 3, 9, 12-13).
- Manuel Domínguez (episodio 13).
- David Pavón (episodio 12).
- María Rivero (episodio 11).
- Arcadio Pérez Fernández (episodio 2, 4, 6, 10), interpretato da Paco Mora.
- Marcelo Casas (episodio 10)
- Alicia Megía Rodas (episodio 9), interpretata da Carolina García Herrera. È la sorella di Candela.
- Nico Montoya (episodio 9)
- José Luis Rasero (episodio 9)
- Don Rafael Peralta (episodio 4-5, 7-8), interpretato da Javier Mora.
- Juez Fernando Lara Fandiño (episodio 8), interpretato da Alberto González.
- Diego (episodio 8), interpretato da Marco Cáceres. È l'aiutante di Ramón.
- Gonzalo Molina (episodio 8)
- María de Maeztu (episodio 7), interpretata da Mercedes Arbizu.
- Padre di Teresa Blanco (episodi 1, 5-6), interpretato da Juan Carlos Villanueva.
- Alberto Bejarano (episodi 5-6).
- Rocío (episodio 6), interpretata da Cristina Sánchez-Cava. È la segretaria della Fábrica Peralta.
- Elia Navaroa (episodio 4).
- Mariví Carrillo (episodio 4).
- Andrés Bernal (episodio 3).
- Ángel Saavedra (episodio 3).
- Antonio Reyes (episodio 2).
- Olga Rodríguez (episodio 2).
- Antonio Gómiz (episodio 2).
- Alonso Bernal (episodio 2).
- Pablo James Pacheco Hendry (episodio 2).
- Fernando Cueto (episodio 1).
- Eduardo Cervera (episodio 1).
- Irene Moral (episodio 1).
- Joao Compasso (episodio 1).

### Seconda stagione (2019)

#### Personaggi principali
- Manuela Martín Casado, interpretata da Macarena García.
- Teresa Blanco Sánchez, interpretata da Patricia López Arnaiz.
- Luisa Fernández Mayoral, interpretata da Ana Wagener.
- Carmen Lara, interpretata da Melina Matthews.

#### Personaggi secondari
- Flavia Cardesa González, interpretata da Carla Campra.
- Margarita Ortega-Sánchez Camaño y López de Carrizosa, interpretata da Lucía Díez.
- Roberta Luna Miñambres, interpretata da Begoña Vargas
- María Jesús Junio Crespo, interpretata da Abril Montilla.
- Macarena Panduro Alén, interpretata da Paula de la Nieta.
- Candela Megía Rodas, interpretata da Elena Gallardo.
- Inés, interpretata da Dariam Coco.
- Donna Manuela Casado García (episodi 14/1, 16/3-21/8), interpretata da Gloria Muñoz.
- Martín Arteaga Gómez-Berzosa (episodi 14/1, 16/3-19/6, 21/8), interpretato da Jordi Coll.
- Tomás Peralta García de Blas, interpretato da Álvaro Mel.
- Ramón, interpretato da Juanlu González.
- Don Rafael Peralta (episodi 14/1-15/2, 17/4, 19/6-21/8), interpretato da Javier Mora.
- Elías, interpretato da César Vicente.
- Rafael "Rafita" Peralta García de Blas (episodi 15/2-19/6, 21/8), interpretato da José Pastor
- Álvaro Peralta García de Blas (episodio 15/2-16/3, 21/8), interpretato da José Luis Barquero.
- Don Pascual Martín (episodio 17/4-20/7), interpretato da Carlos Olalla.
- Arcadio Pérez Fernández (episodio 20/7), interpretato da Paco Mora.
- Enrique Hidalgo (episodi 15/2, 17/4-20/7), interpretato da Raúl Ferrando.
- Ángela López Castaño (episodi 14/1, 19/6), interpretata da Cecilia Freire.
- Paula Alén (episodio 19/6), interpretata da Pepa Gracia.
- Benito Padilla (episodio 16/3), interpretato da Javier Ambrossi.
- Jorge Merlot (episodio 16/3), interpretato da Javier Calvo.
- Vicente Martínez (episodi 14/1-16/3, 18/5, 20/7-21/8), interpretato da Joaquín Notario.
- María Antonia Miñambres (episodi 14/1, 17/4), interpretata da Celia Freijeiro.

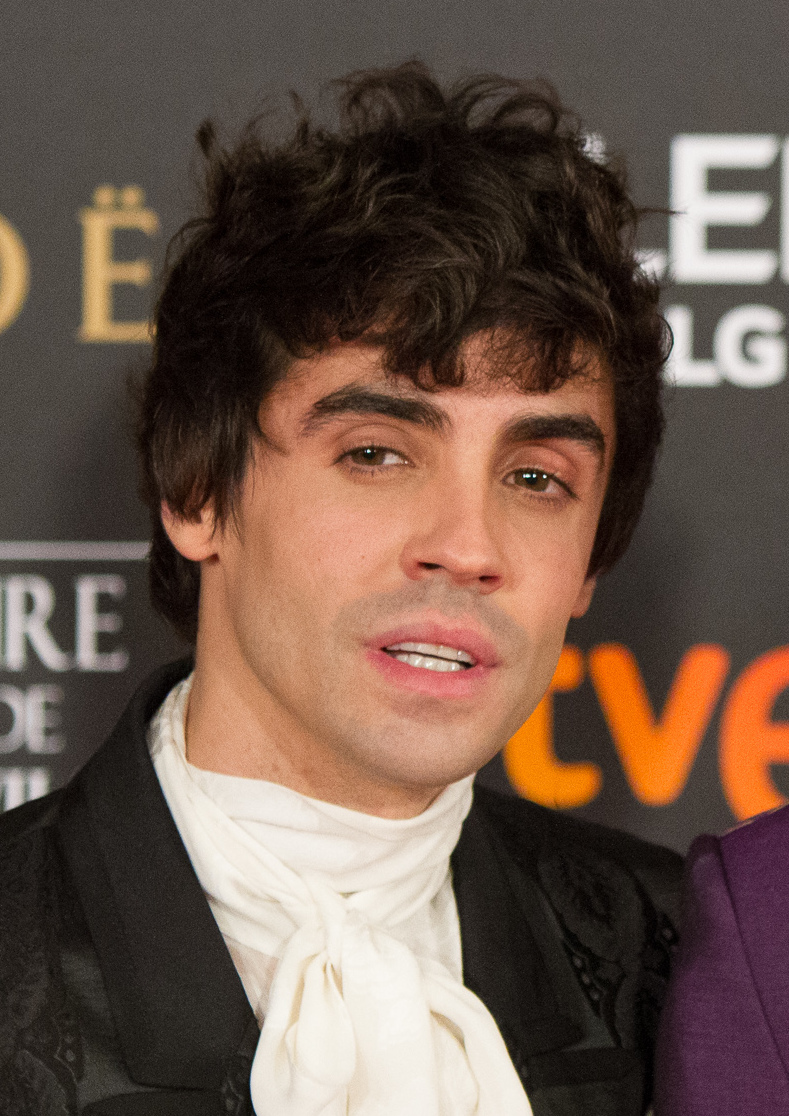
Javier Calvo interpreta Jorge Merlot

#### Personaggi ricorrenti
- Dolores (episodio 21/8), interpretata da Oti Manzano.
- Elías Pelayo (episodio 21/8)
- Antonio Cantos (episodio 21/8)
- Moglie di Rafael Peralta (episodio 21/8), interpretata da Silvia Aranda.
- Carlos Navarro (episodio 21/8)
- Catalina (episodio 20/7), interpretato da Daniela Saludes.
- Diego Godoy (episodio 20/7)
- Pedro Muniesa (episodio 19/6), interpretato da Luis Fernando Alvés.
- Alunno di Madrid (episodio 19/6), interpretato da Óscar Ortuño.
- Sergio (episodio 19/6), interpretato da Iván Sánchez.
- Mª Ángeles Gómez (episodio 18/5)
- Padre di Flavia (episodio 18/5), interpretato da Ignacio Rosado.
- Compagno di Vicente (episodi 15/2, 18/5), interpretato da Nicolás Montoya.
- Olga Lozano (episodio 18/5).
- Amante di Manuela (episodio 18/5), interpretata da Jesús Agudo.
- María (episodio 18/5), interpretata da Marta Ansino.
- Miriam Serrano (episodio 18/5).
- Alberto Reina (episodio 18/5).
- Vicente Vergara (episodio 17/4).
- Mauricio Bautista (episodio 17/4).
- Fidel (episodio 16/3), interpretato da Omar Zaragoza.
- Rodrigo San Pedro (episodio 16/3).
- Paloma Mariscal (episodio 16/3).
- Aitor Sánchez (episodio 16/3).
- Antonio Márquez (episodio 14/1).
- Nieves (episodio 14/1), interpretata da Candela Fernández.
- Juanma Navas (episodio 14/1).
- Rafa Tubio (episodio 14/1).
- Luis Hens (episodio 14/1).
- Pedro López (episodio 14/1).
- Francisco José Arcona (episodio 14/1).

## Distribuzione
In originale la serie è andata in onda su La 1 dal 25 aprile 2018 al 15 luglio 2019: la prima stagione è stata trasmessa dal 25 aprile al 25 luglio 2018, mentre la seconda stagione è stata trasmessa dal 27 maggio al 15 luglio 2019.
Composizione episodi
In originale la serie è composta da due stagioni di 21 episodi dalla durata di 75 minuti per la prima stagione e di 60 minuti per la seconda stagione: la prima stagione comprende i primi 13 episodi, mentre la seconda stagione i rimanenti 8.

## Produzione
La serie è stata creata da Josep Cister e Jaime Vaca e prodotta da Boomerang TV. Durante la pre-produzione era conosciuta come Alma Mater. Gli episodi della prima stagione sono stati diretti da Luis Santamaría, Mar Olid, Fernando Gonzalez Molina, Miguel Del Arco e Pablo Guerrero.

### Sviluppo
Sebbene la premiere della serie fosse prevista per l'estate del 2018, Televisión Española ha deciso di anticiparla al 25 aprile dello stesso anno. 
Nel mese di ottobre 2018, RTVE ha deciso di rinnovare la serie per una seconda e ultima stagione di 8 episodi, nonostante il fatto che le sue valutazioni del pubblico fossero insignificanti. Melina Matthews e Dariam Coco, così come Joaquin Notario e Cesar Vicente, si sono uniti al cast della nuova stagione. I registi della seconda stagione sono stati Luis Santamaría, Pablo Guerrero e Carlos Navarro, mentre il team di sceneggiatori era formato da Alba Lucio, Irene Rodriguez, Ana Muñiz da Cunha e Tatiana Rodriguez.
RTVE ha raggiunto accordi con piattaforme come IVI e Walter Presents per trasmettere la serie nei mercati internazionali.

### Riprese
Le riprese della serie si sono svolte nelle città di Siviglia, Madrid, Guadalajara e Toledo.

## Riconoscimenti
Premio Iris
- 2018: Candidatura come Miglior produzione a Josep Cister, Aitor Montánchez, Luis Santamaría e Mª Ángeles Caballero[14]
- 2018: Candidatura come Miglior attrice a Patricia López Arnaiz[14]

Premio della serie MiM
- 2018: Premio come Miglior serie drammatica a La otra mirada[15]
- 2018: Candidatura come Miglior sceneggiatura a María López Castaño, Alba Lucio Calderón, Mario Parra Ortiz, Josep Cister e Jaime Vaca[15]
- 2018: Candidatura come Miglior attrice a Macarena García[15]